# Perverso (serie de televisión)
Perverso es una serie de televisión por internet española de thriller creada por Alonso Laporta, quien la codesarrolló junto a Gustavo Ron y Ángela Armero, para Prime Video. Es un spin-off de la serie Parot, la cual Laporta cocreó con Pilar Nadal, Luis Murillo Arias y Luis Murillo Montero. Está protagonizada por Iván Massagué, quien repite su papel de la serie original, junto con Kira Miró, Esmeralda Pimentel y Jan Cornet. Se estrenó en Prime Video el 19 de abril de 2024.

## Trama
Haro (Iván Massagué) es un refinado y maquiavélico aristócrata que cumple condena por violación y asesinato, y que es amenazado de muerte por un secuestrador que actúa contra la élite empresarial. Aprovechando esa conexión, Haro negocia beneficios penitenciarios a cambio de colaborar en la investigación de los secuestros, aunque en realidad prepara su venganza contra la jueza que lo encarceló.

## Reparto

### Reparto principal
- Iván Massagué como Julián López de Haro
- Esmeralda Pimentel como Mariana
- Kira Miró como Lucía Vergara
- Jan Cornet como Óscar
- Pepe Ocio como Fiscal Prieto
- Diana Palazón como Inspectora Gándara
- Jorge Kent como Rodrigo
- Dalexa Meneses como Lupe
- Guillermo Bedward como Fer
- Ismael Artalejo

con la colaboración especial de
- María Jesús Hoyos como Madre María
- Carlos Ponce como Miguel Arrieta

## Temporadas y audiencias
| Temporada | Temporada | Emisiones | Estreno               | Final               | Audiencia media | Audiencia media | Audiencia media |
| Temporada | Temporada | Emisiones | Estreno               | Final               | Espectadores    | Share           |                 |
| --------- | --------- | --------- | --------------------- | ------------------- | --------------- | --------------- | --------------- |
|           | 1         | 8         | 12 de febrero de 2025 | 20 de marzo de 2025 | 239 000         | 5,7%            |                 |

## Episodios
| N.º | Título                | Dirigido por       | Escrito por                                       | Fecha de lanzamiento original |
| --- | --------------------- | ------------------ | ------------------------------------------------- | ----------------------------- |
| 1   | «La amenaza»          | Gustavo Ron        | Alonso Laporta                                    | 19 de abril de 2024           |
| 2   | «Veneno y mezcal»     | Gustavo Ron        | Alonso Laporta, Leire Albinarrate y Luis Gamboa   | 19 de abril de 2024           |
| 3   | «La casa en ruinas»   | Federico Untermann | Alonso Laporta, J.M. Ruiz Córdoba y Mariana Palos | 19 de abril de 2024           |
| 4   | «La otra vida»        | Federico Untermann | Alonso Laporta, Luis Gamboa y Leire Albinarrate   | 19 de abril de 2024           |
| 5   | «Atrapada»            | Gustavo Ron        | Alonso Laporta, Mariana Palos y J.M. Ruiz Córdoba | 19 de abril de 2024           |
| 6   | «Cuerpos»             | Gustavo Ron        | Alonso Laporta, Leire Albinarrate y Luis Gamboa   | 19 de abril de 2024           |
| 7   | «La gran oportunidad» | Federico Untermann | Alonso Laporta, J.M. Ruiz Córdoba y Mariana Palos | 19 de abril de 2024           |
| 8   | «El juicio final»     | Federico Untermann | Alonso Laporta y Raúl Barranco                    | 19 de abril de 2024           |

## Producción
En noviembre de 2023, Prime Video anunció que habían dado inicio al rodaje de un spin-off de la serie Parot, titulado Perverso, dos años después del estreno de la serie original, con Iván Massagué repitiendo su papel de Haro de la serie original. Junto a Massagué, Kira Miró y Esmeralda Pimentel fueron anunciadas como las coprotagonistas. Alonso Laporta, el cocreador de la serie original, fue contratado para crear el spin-off y ejercer de co-showrunner junto al director Gustavo Ron, mientras que otros dos de los co-creadores de la serie original, Luis Murillo Arias y Luis Murillo Montero, ejercieron de productores ejecutivos.

## Lanzamiento y marketing
En marzo de 2024, Prime Video sacó el tráiler de Perverso y programó su estreno para el 19 de abril de 2024. El 11 de febrero de 2025, La 1 anunció por sorpresa que estrenaría la serie en televisión tradicional el 12 de febrero de 2025 en horario de late night, después de Asuntos internos.

## Recepción
Perverso ha recibido críticas mixtas a negativas por parte de los críticos. María Bescós de Hobby Consolas le dio a la serie un 49 de 100, diciendo que mientras Parot tenía un "aspecto social" al sentar las bases de su historia alrededor de la doctrina Parot, Perverso "se limita a rescatar a uno de los personajes clave de la serie anterior para construir un thriller de lo más convencional" y del guion dijo que "sólo funciona cuando ignoras la poca solvencia de sus intérpretes que dictan sus frases de manera tan forzada como el texto" y que "tropieza en varios tópicos del género tanto a nivel visual como argumental [...] es demasiado fácil adelantarse a todos los giros de guion mucho antes de lo que sería conveniente para mantener el suspense", señalando al personaje de Haro como "su único acierto". Mario Peña Pérez de Cinemagavia le dio a la serie un 5 de 10, diciendo que la serie "no sabe llevarnos a nada que no hayamos visto, manejándose mal en el género de thriller e intentando saltar de este a un drama intrafamiliar que se relaciona bastante mal con las subtramas" y que los paradigmas del género que contiene "llegan a resultar absurdos cuando su escritura no va más allá del calco del calco", además de criticar que los personajes "no son construidos en base a nada, sino que son movidos artificiosamente dentro de un mundo poco interesante y estéril para su desarrollo" y que el choque entre su escritura "simple" y estructura "que intenta ser compleja" resulta en "una combinación de intenciones donde ni siquiera la propia obra elige con cual quedarse", concluyendo que la serie "cae constantemente en el tópico fácil, en la repetición y por momentos en el absurdo". Iván Sanz de Filmados escribió que la serie "termina cediendo a un thriller convencional que se nutre tanto del elenco como de los giros de guion" y que "se limita a sí misma en sus espacios", y aunque describió la interpretación de Iván Massagué como "magistral", también dijo que "no va de la mano con las líneas de guion y no terminan de vestirle", concluyendo que "arriesga y juega [...] pero todos los componentes que la habrían hecho fuerte no van ligados entre sí y se pierde".
Noé R. Rivas de Mindies le dio a la serie una crítica más mixta, diciendo que la decisión de usar un reparto coral "genera cierta dispersión narrativa, que se ve acentuada por la inclusión de diversas subtramas y personajes secundarios que [...] no siempre logran integrarse de manera armónica" y fue mixta con la estructura narrativa, escribiendo que "logra mantener cierta tensión [...] gracias a los giros inesperados que se van sucediendo" pero también que "cae en algunos tópicos del género [que] si bien no llegan a comprometer seriamente la experiencia, sí que restan cierta frescura a una propuesta que, en ocasiones, resulta algo predecible", además de lamentar "la falta de una mayor profundización psicológica de sus personajes, especialmente en el caso de Haro", concluyendo que "la dispersión narrativa, la predictibilidad de ciertos giros argumentales y la falta de una mayor profundización psicológica en algunos personajes, impiden que la serie logre trascender más allá de lo meramente aceptable dentro de su género". David Agudo de 22 minutos con describió al personaje de Haro como su "principal atractivo [...] gracias a la genial actuación de Iván Massagué" y apreció como las tramas "confluyen [en los últimos capítulos] de una manera más o menos notable", pero criticó que el guion "cae en muchos tópicos ya vistos y puedes adelantarte a lo que va a pasar" y que "pierde ritmo, cuando el personaje de Haro no aparece", además de añadir que "lamentablemente, no logra aprovechar completamente el potencial de los demás personajes".
En una de las pocas críticas positivas de la serie, Álvaro Álvarez de Next Game le dio a la serie un 8.4 de 10, diciendo que la serie "te hace sentir atrapado ante tanta incertidumbre acerca de la vida de todos los personajes" y describiendo a su elenco de actores como "impresionante", concluyendo que los espectadores "estará[n] sumido[s] en un entramado que [les] tendrá abducido[s] durante horas".